# Sidney Charles Manley Archibald
Sidney Charles Manley Archibald, britanski general, * 1890, † 1973.